# John Mantle
Pour les articles homonymes, voir Mantle.
Pas d'image ? Cliquez ici

a Compétitions nationales et continentales officielles uniquement.

b Matchs officiels uniquement.
John Thomas Mantle, né le 13 mars 1942 à Cardiff et mort le 18 novembre 2018, est un joueur de rugby à XV et rugby à XIII gallois évoluant au poste de troisième ou deuxième ligne dans les années 1960 et 1970. 

## Biographie
John Mantle débute par du rugby à XV à Newport RFC et étant sélectionné par la sélection galloise où il dispute le tournoi des cinq nations en 1964. Ses performances l'amènent à changer de code pour le rugby à XIII en signant à St Helens RLFC. Dans ce club, il se forge une grande carrière et est appelé en sélection britannique et galloise disputant la coupe du monde 1975. Après sa carrière, il entre au temple de la renommée de St Helens.
Il fut véritablement un sportif éclectique, puisqu'avant de  pratiquer le rugby (à XIII comme à XV), il fut international junior en football, champion de triple saut, et très bon joueur de cricket.